# Jason Sklar
Jason Nathan Sklar (Saint Louis, 12 gennaio 1972) è un attore statunitense.
È il fratello gemello dell'attore Randy Sklar con il quale ha lavorato spesso, ed ha preso parte del film Svalvolati on the road nel ruolo di Earl Doodle.

## Doppiatori italiani
Nelle versioni in italiano delle opere in cui ha recitato, Jason Sklar è stato doppiato da:
- Massimo Bitossi in Svalvolati on the road
- Francesco Pezzulli in Grey's Anatomy
- Fabrizio Vidale in GLOW